# Thomas Fröhlich (Regisseur)
Thomas Fröhlich (* 1. Juli 1969 in Frankfurt am Main) ist ein  deutscher Filmregisseur und Autor.

## Leben
Thomas Fröhlich besuchte das Film Programm der New School for Social Research in New York. 1999 kehrte er nach Deutschland zurück und führte vorerst Regie bei Industriefilmen und Werbung. Später arbeitete er als Script Editor für eine Berliner Zeichentrickproduktion. Morgenschwarm ist Thomas Fröhlichs dritter Kurzfilm. Heute arbeitet er als freier Regisseur und Drehbuchautor und lebt in Berlin. Seit dem Sommersemester 2008 unterrichtet er mit Lehrauftrag an der Filmklasse der Kunsthochschule Kassel Filmproduktion und Drehbuch.

## Auszeichnungen
- 2014: Vincent Preis für das Hörbuch Sherlock Holmes Phantastik 2 – Das Geheimnis des Illusionisten
- 2005: Gewinner Nationale Wettbewerb, Filmfest Dresden
- 2005: Nominierung Ostfriesischer Filmpreis
- 1997: Honorable Mention, Williamsburg Film Festival

## Filmografie
- 2008: Lenas Log (Kino, Drehbuch)
- 2007: 89 Minuten (Kino, Drehbuch)
- 2005: Morgenschwarm (Kurzfilm, Regie und Drehbuch)
- 2004: The Enemy Within (Kino, Drehbuch)
- 2004: Großstadtvampire (Kino, Drehbuch)
- 2002: Große Mädchen weinen nicht (Kino, Schnittassistenz)
- 2002: Happily N'Ever After (Kino, Scripteditor)
- 2001: Adventurers – Masters of Time  (Fernsehserie Super RTL, Schripteditor)
- 2001: Mission Odysse (Fernsehserie, Scripteditor)
- 2000: Venus & Mars (Kino, 2nd Assistant Director)
- 2000: Microsoft – Windows 2000 (Imagefilm, Regie)
- 2000: BB Radio (Werbung, Regie)
- 1999: Microsoft – Windows 2000 (Imagefilm, Regie)
- 1998: I’ll Never Fall In Love Again (Kurzfilm, Regie und Drehbuch)
- 1998: Un Soir de Cinéma (Kurzfilm, Regie und Drehbuch)
- 1998: Teenage Mutant Ninja Turtles (Fernsehen, Kameraassistent)
- 1997: Quiet Village (Kurzfilm, Regie und Drehbuch)
- 1994: Verhängnis (Kino, Licht)

## Werk
Thomas Fröhlich: Großstadtvampire. Kindle Edition 2011, ISBN 978-3-00-034946-1.